# (487581) 2015 BE519
(487581) 2015 BE519 est un twotino d'un diamètre estimé à environ 300 km, ce qui le qualifie comme un candidat au statut de planète naine.